# Ашугандж
Ашугандж (бенг. আশুগঞ্জ, англ. Ashuganj) — город в районе Брахманбария округа Читтагонг на востоке Бангладеш, расположенный в дельте реки Мегхна. Высота центра над уровнем моря составляет всего 10 метров. Население 145 828 человек, из них 140 119 мусульман. Общая площадь города 67,59 кв. км.
Город известен портом Ашугандж и электростанцией, которая вырабатывает большую часть электроэнергии для страны, особенно для столицы. Почти 25% электроэнергии Бангладеш производится на тепловой электростанции Ашугондж. Ашугандж известен также как торговый узел с крупным речным портом. В Ашугондже есть транзитная железнодорожная линия, которая сообщается с Индией. Основная река, питающая город, Мегхна.
В городе имеется 205 мечетей, 14 средних и 46 начальных школ, грамотность населения достигает 45%. В годы третьей индо-пакистанской войны (1971 год) в городе шли военные действия, сопровождавшиеся большими разрушениями.